# Lajos Kossuth
Lajos Kossuth, italianizzato in Luigi Kossuth (Monok, 19 settembre 1802 – Torino, 20 marzo 1894), è stato un politico e rivoluzionario ungherese.
Fu a capo dell'ala democratico-radicale dei nazionalisti ungheresi che attuò l'indipendenza dell'Ungheria dall'Impero austriaco durante i moti del 1848 e che durò fino all'agosto del 1849, quando la giovane repubblica ungherese fu invasa da 250.000 russi.

## Biografia

### Famiglia

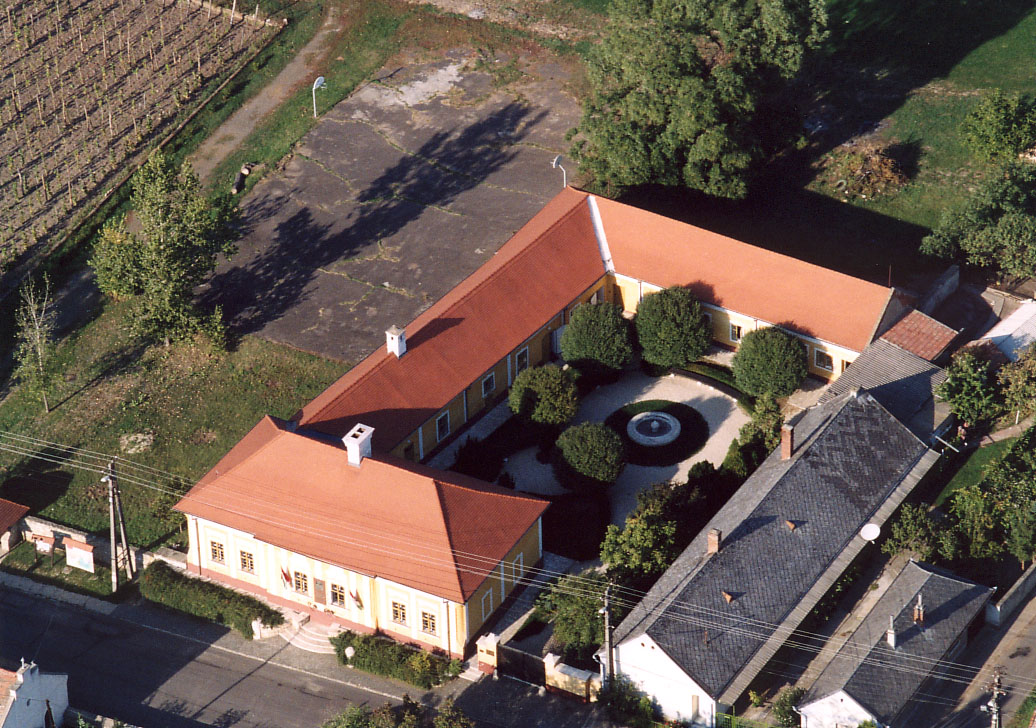
La casa natale di Kossuth (Monok)

Luigi Kossuth nacque a Monok, una piccola cittadina nel comitato di Zemplén in Ungheria, primo di quattro figli. Suo padre apparteneva alla piccola nobiltà, aveva una piccola azienda ed era avvocato di professione. Gli antenati della famiglia Kossuth avevano vissuto nel comitato di Turóc, nell'odierna Slovacchia, a partire dal XIII secolo.
La madre di Kossuth, Karolina Weber, era nata da una famiglia luterana.

### I primi anni
La madre crebbe i figli con rigorosa istruzione luterana. Luigi Kossuth completò la propria formazione presso il collegio calvinista di Sárospatak e all'Università degli Studi di Pest (oggi Budapest). Poco più che diciannovenne, entrò nella prassi giuridica del padre. Era popolare a livello locale; venne nominato amministratore dalla contessa Etelka Szapáry, una vedova con grandi patrimoni.

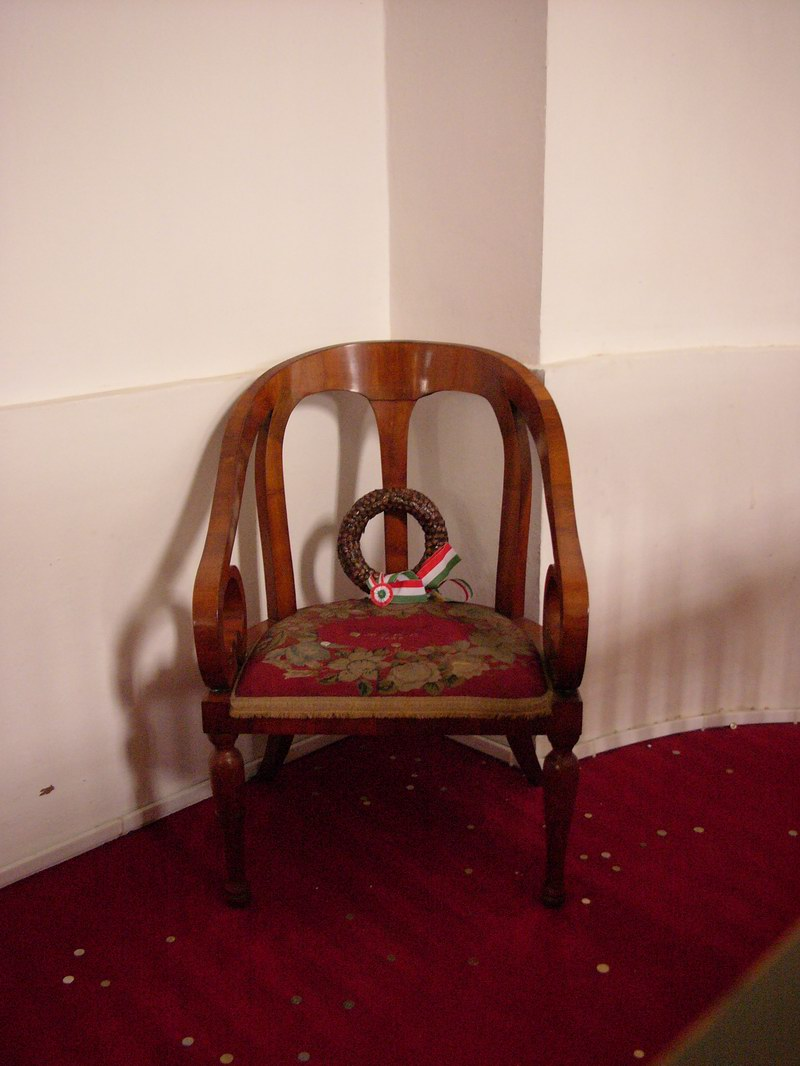
La sedia Kossuth nella Grande Chiesa protestante di Debrecen (1848)

Poco dopo essersi dimesso, Kossuth venne raccomandato come segretario presso il conte Hunyady alla Dieta nazionale ungherese, che all'epoca si riuniva (in lingua latina) a Presburgo, oggi Bratislava, nella quale nasceva il movimento nazionale slovacco.  In quelle prime riunioni, però, non si distinse granché (leader erano Miklós Wesselényi e István Széchenyi), ma le sue lettere furono notate da molti leader liberali.
Presto fondò un giornale denominato Országgyűlési tudósítások (Scienze dell'Assemblea Nazionale) che però incontrò subito l'opposizione della censura. La Dieta venne chiusa nel 1836 e Kossuth, insieme a Wesselényi (il futuro "salvatore barcarolo dell'inondazione del 1838 di Pest"), fu arrestato l'anno seguente. Dopo un anno di prigione a Buda in attesa della conclusione del processo, trascorse altri quattro anni in carcere, che gli permisero comunque di studiare scienze politiche, la Bibbia e le lingue (per esempio quella inglese, che acquisì leggendo soprattutto Shakespeare). La durezza del carcere venne alleviata anche dalle visite di Teresa Meszlényi, che poi diventerà sua moglie (anche se il prete cattolico si rifiutò di benedirne il matrimonio).
Nel frattempo una campagna per la sua liberazione venne avviata dai suoi amici. Con la riapertura della Dieta nel 1839, la campagna in favore della sua liberazione aumentò di visibilità e importanza simbolica.
Alla fine Metternich, benché intenzionato a tenere un atteggiamento duro fino all'ultimo, non poté che liberarlo nel 1840.

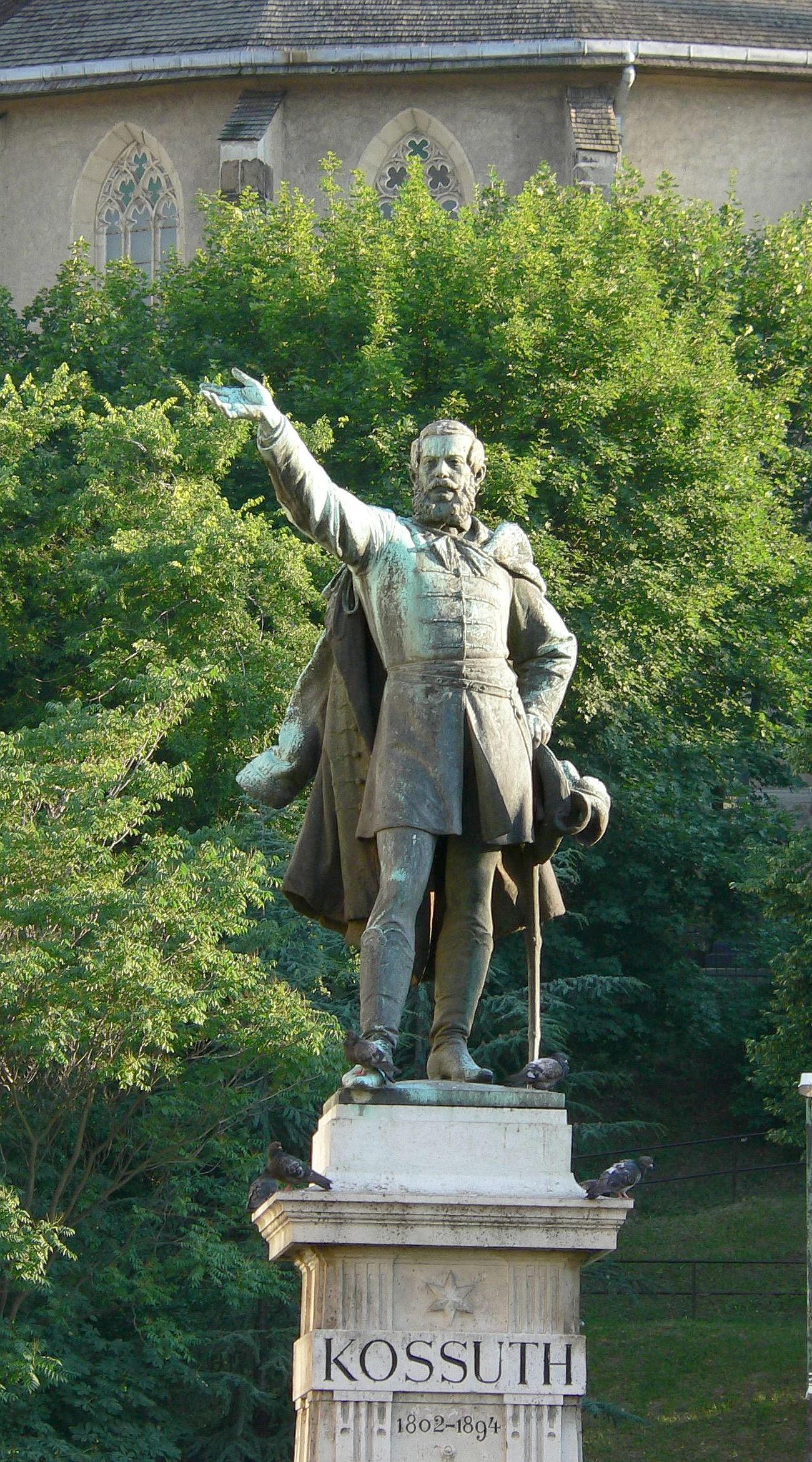
La prima statua elevata a Kossuth in Ungheria. Miskolc, piazza Elisabetta d'Austria.

### Giornalista e guida politica carismatica
Fu così che Kossuth si trovò a svolgere il ruolo di simbolo e icona della lotta degli ungheresi per la loro indipendenza.
Completamente rimessosi dai traumi della prigionia, nel 1841 fu nominato direttore di un nuovo giornale liberale, denominato Pesti Hírlap. Il giornale ebbe subito grande successo, raggiungendo una tiratura giornaliera di 7 000 copie (un numero imponente per l'epoca). Il partito legittimista filo-imperiale gli contrappose il giornale Világ (Mondo) ma con scarsi risultati, tanto che in conclusione finì per aumentare il prestigio della testata liberale.
Avvertito da Széchenyi del pericolo che la sua penna, facendo appello al "popolo", avrebbe portato allo scoppio della rivoluzione, egli continuò a chiedere (oltre all'abolizione del servaggio e alla tassazione della nobiltà) l'indipendenza dall´Austria. Con la sua retorica nazionalista magiarocentrica finì per alimentare anche i nazionalismi degli altri popoli dell'Ungheria, indebolendo quindi il terreno del movimento liberale, che venne da troppi cittadini ungheresi identificato con il partito dell'etnia magiara.
Nel 1844 fu licenziato dalla direzione del Pesti Hírlap e tentò, invano, di ottenere una licenza per aprire un suo nuovo giornale.
Metternich gli offrì un incarico governativo, ma egli rifiutò passando tre anni in cerca di una nuova occupazione stabile. Nel frattempo continuò la sua attività politica avvicinandosi a Friedrich List, fondatore dell'associazione per la difesa denominata "Védegylet", finché nel 1847, con l'appoggio di Lajos Batthyány, riuscì a farsi eleggere deputato di Pest. Una volta eletto avrebbe dichiarato: "Adesso che sono deputato, smetterò di fare l'agitatore!". In parlamento divenne il capo dei liberali estremisti, attirandosi le accuse di Batthyány, Széchenyi, Szemere e József Eötvös, che gli rimproverarono di voler diventare capo della nazione.
Massone, iniziato il  18 novembre 1852 a Cincinnati (Ohio), fu gran maestro onorario del Grande Oriente Ungarico in esilio a Torino.

## Riconoscimenti

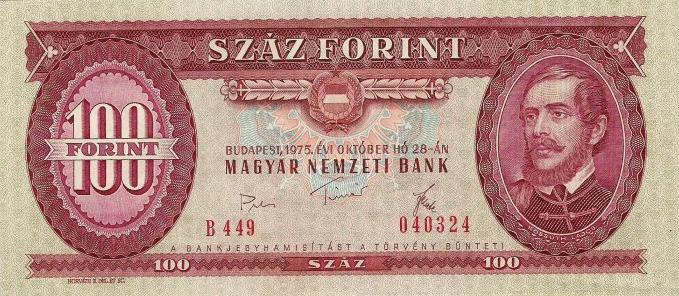
Banconota da 100 fiorini (1948–1999)

Considerato un eroe nazionale ungherese, dopo la seconda guerra mondiale una sua statua è stata posta nel colonnato della Piazza degli Eroi a Budapest, al posto di quella dell'imperatore Francesco Giuseppe I d'Austria. Quasi ogni comune d'Ungheria ha delle vie o piazze intitolate a lui e accanto al Parlamento ungherese c'è una piazza, che porta il suo nome. Università, scuole, ponti, associazioni, organizzazioni a scopo diverso, la stazione numero uno della radio statale ungherese ecc. portano o hanno portato il nome di Kossuth. La moneta d'argento da 5 fiorini per anni e la banconota da 100 fiorini ungheresi per lungo tempo hanno portato il suo ritratto.
A Brescia, nel quartiere Mompiano, è intitolato a lui Piazzale Luigi Kossuth.
Il comune di Torino gli intitolò un corso, oltre ad apporre una doppia targa commemorativa (in italiano ed in ungherese) sulla casa dove visse e morì in via dei Mille.